# Wiley Nickel
Pour les articles homonymes, voir Nickel.
George Wilmarth Nickel III dit Wiley Nickel, né le 23 novembre 1975 dans le comté de Fresno (Californie), est un homme politique américain. Membre du Parti démocrate, il est élu au Sénat de Caroline du Nord en 2018 avant de siéger à la Chambre des représentants des États-Unis de 2023 à 2025.

## Biographie

### Jeunesse et débuts politiques
Wiley Nickel naît dans le comté de Fresno, en Californie. Il est un descendant de Henry Miller (en), célèbre rancher californien du milieu du XIXe siècle. Sa famille possède des exploitations agricoles dans le comté de Merced.
Diplômé d'un bachelor of arts en science politique de l'université Tulane de La Nouvelle-Orléans en 1998, il rejoint l'équipe du vice-président Al Gore et s'occupe notamment de préparer ses apparitions publiques. Courant 1999, il quitte la Maison-Blanche pour intégrer l'équipe de campagne d'Al Gore en vue de l'élection présidentielle de 2000. De 2001 à 2022, il travaille pour la campagne au Congrès du démocrate Dennis Cardoza (en).
En 2005, il obtient son juris doctor de l'université Pepperdine en Californie. Début 2006, il travaille quelques semaines auprès du procureur de district du comté de Merced, avant de se lancer lui-même en politique. Il se présente au Sénat de Californie dans le nord de la vallée de San Joaquin (12e district), face au républicain sortant Jeff Denham. Jeff Denham est réélu avec environ 60 % des voix.
De 2008 à 2011, il travaille pour l'équipe préparatoire (advance team) de Barack Obama, qui prépare les apparitions publiques du président.

### Élu de Caroline du Nord
Au début des années 2010, Wiley Nickel s'installe à Cary en Caroline du Nord, d'où est originaire son épouse. C'est dans cette ville qu'il ouvre son cabinet d'avocats en droit criminel en 2011. En 2018, il est élu au Sénat de Caroline du Nord. Il y représente une circonscription qui comprend Cary et des villes alentour du comté de Wake. Au sein du Sénat, il l'est l'un des élus les plus à gauche du Parti démocrate,.
Wiley Nickel se présente à la Chambre des représentants des États-Unis lors des élections de mi-mandat de 2022. Il est d'abord candidat dans le 4e district de Caroline du Nord, un bastion démocrate qui comprend les comtés de Durham, Orange et Wake (en partie) et dont le représentant démocrate David Price n'est pas candidat à sa réélection. Après un redécoupage électoral, il se présente finalement dans le 13e district, une circonscription qui comprend une partie de Raleigh et ses banlieues sud et a voté de justesse en faveur de Joe Biden en 2020. Il remporte la primaire démocrate avec environ 30 points d'avance sur son plus proche adversaire. Pour l'élection générale, il affronte le républicain Bo Hines (en), ancien joueur de football américain de 27 ans soutenu par l'aile droite du Parti républicain. Malgré sa réputation au Sénat, Wiley Nickel se présente comme un démocrate modéré capable de travailler avec ses adversaires politiques,. Il fait notamment campagne sur les thèmes de l'inflation et de la protection du droit à l'avortement (après l'arrêt Dobbs qui remet en cause le droit constitutionnel à l'avortement),. Il remporte l'élection avec 51 % des suffrages.
En décembre 2023, après qu'un redécoupage des districts congressionnels décidé par l'Assemblée générale de Caroline du Nord à majorité républicaine ait rendu son district plus conservateur, il annonce qu'il ne briguera pas de second mandat lors des élections de novembre 2024.
En avril 2025, il est le premier démocrate à annoncer sa candidature aux élections sénatoriales de novembre 2026 pour le siège occupé par le républicain Thom Tillis. Il annonce finalement renoncer à cette candidature en juillet, après que l'ancien gouverneur Roy Cooper ait annoncé briguer l'investiture démocrate.